# نهر أوري
نهر أوري (بالسويدية: Åreälven) ، نهر في إقليم يمتلاند السويدي . يقع في الجزء الجنوبي من نهر إندالس. يبلغ طول النهر حوالي 70 كيلو متر. يتجه النهر نحو الغرب من البحيرة الجبلبة سكالسفاتن، مروراُ بقرية أوري إلى بحيرة ليتن. يوجد في النهر ثلاث شلالات مائية مسمية و هي شلال هاندولس (بالسويدية: Handölsfallen) وشلال ريستا (بالسويدية: Ristafallen) وأخيراً شلال تان فورسن (بالسويدية: Tännforsen).